# Ustica
Ustica – niewielka włoska wyspa leżąca na Morzu Tyrreńskim, około 55 km na północ od Palermo. Administracyjnie należy ona do regionu Sycylia, prowincji Palermo. Leżą na niej  miejscowość i gmina o tej samej nazwie.
Według danych na rok 2004 gminę zamieszkiwało 1330 osób, 166,2 os./km².